# Liste der Baudenkmale in Otorohanga
Die Liste der Baudenkmale in Otorohanga umfasst alle vom New Zealand Historic Places Trust (NZHPT) als „Historic Place“ oder „Historic Area“ eingestuften Baudenkmale und Flächendenkmale der neuseeländischen Ortschaft Otorohanga. Die Angaben stammen aus dem Register des NZHPT. Die Bezeichnungen der Baudenkmale orientieren sich an diesem Register. In die Liste werden auch bekannte Wahi Tapu (Area), kulturell und religiös bedeutsame Stätten und Gebiete der Māori, aufgenommen. Sie werden jedoch meist nicht publiziert.

| Bild           | Bezeichnung                                    | Ort        | Anschrift                                  | Beschreibung                          | Bauzeit | Eintrag           | Nummer | Kat. |
| -------------- | ---------------------------------------------- | ---------- | ------------------------------------------ | ------------------------------------- | ------- | ----------------- | ------ | ---- |
| weitere Bilder | World War One Memorial                         | Otorohanga | Maniapoto Street Karte                     | Denkmal für den Ersten Weltkrieg      | 1920    | 5. September 1985 | 4260   | 2    |
| BW             | Museum (Formerly Courthouse)                   | Otorohanga | Kakamutu Road Karte                        | Gerichtsgebäude, heute Museum         | 1913    | 5. September 1985 | 4261   | 2    |
| BW             | Our Lady of the Sacred Heart Church (Catholic) | Otorohanga | 38-50 Hinewai Street Karte                 | Kirche, katholische                   | 1919    | 5. September 1985 | 4262   | 2    |
| weitere Bilder | Otorohanga Railway Station                     | Otorohanga | Wahanui Crescent Karte                     | Bahnhof                               | 1924    | 5. September 1985 | 4263   | 2    |
| BW             | Post Office                                    | Otorohanga | 32 Maniapoto Street Karte                  | Postamt                               | 1940    | 5. September 1985 | 4264   | 2    |
| BW             | King Monument                                  | Otorohanga | State Highway 3, Tihiroa Karte             | Denkmal                               | 1955    | 5. September 1985 | 4266   | 2    |
| BW             | Tokanui Historic Area                          | Otorohanga | Te Kawa Cross Roads Karte                  | Platz eines ehemaligen Pā             | n.a.    | 2. Juni 1994      | 6723   | HA   |
| BW             | Huiputea                                       | Otorohanga | abseits des Huiputea Drive Karte (ungenau) | Als „tapu“ angesehener Kahikatea-Baum | n.a.    | 24. Juni 2004     | 7558   | WT   |
| BW             | Rangiatea                                      | Otorohanga | 198 Happy Valley Road, Maihiihi Karte      | Platz eines ehemaligen Pā             | n.a.    | 22. Juni 2011     | 9586   | WT   |
|                | Rangiahua                                      | Otorohaga  | Kawhia Township North                      | für die Māori bedeutsame Stätte       | n.a.    | 24. Juni 2004     | 7563   | WTA  |